# Gewone vliegendoder
De gewone vliegendoder (Mellinus arvensis) is een vliesvleugelig insect uit de familie van de graafwespen (Crabronidae). De wetenschappelijke naam van de soort is gepubliceerd in 1758 door Linnaeus in in de tiende editie van Systema naturae.